# Sint Willibrordus
Sint Willibrordus är en ort i Curaçao. Den ligger i den nordvästra delen av landet, 17 km nordväst om huvudstaden Willemstad. Antalet invånare är 488. Strax utanför byn ligger Salina Sint Marie, en känd häckningsplats för den karibiska flamingon. 